# خژانخووک
خژانخووک (به لهستانی:  Chrząchówek) یک روستا در لهستان است که در گمینا کونگسکووولا واقع شده‌است. خژانخووک ۴۶۵ نفر جمعیت دارد.